# 正義のセ
『正義のセ』（せいぎのセ）は、阿川佐和子による小説および小説のシリーズである。
2011年4月号から10月号に『小説 野性時代』に連載され、加筆・修正ののち2013年2月28日に角川書店から単行本が刊行された。
阿川が偶然、ゴルフで女性検事と出会ったことが、本作品の題材のきっかけになった。
2013年3月25日に続編となる『正義のセ 2』と『正義のセ 3』が、2015年7月2日に『負けるもんか 正義のセ』が発売されたのちに、それぞれ角川文庫版が発売された。
2018年4月期に日本テレビ系においてテレビドラマ化された。

## あらすじ
東京下町の豆腐屋の娘・竹村凜々子は、小学校5年生の時の出来事がきっかけで検事になった。新任検事辞令交付式で知り合った、笹原順子と柴口朋美という友人もできた。
3か月間の研修のあと、さいたま地検で交通死亡事故を担当したり、水戸地検に2年勤めたあとの4年目には、神奈川県横浜市の横浜地検で初めての暴力団事件や連続強姦事件を担当するなど奮闘する。その後、東京地検に1年、6年目には神戸地検尼崎支部に筆頭検事として赴任する。大学時代からの恋人との別れや、好きでもない同期の検事から言い寄られたり、友人のスキャンダルや仕事の失敗、妹の縁談や友人の裏切りなど様々な出来事を経て成長する。

## 登場人物

### 竹村家
竹村凜々子（たけむら りりこ）
誕生日は11月1日。生真面目で理不尽なことが許せない。
何事にも一生懸命に取り組むが融通が利かない性格で、世間知らずな面もある。
竹村浩一（たけむら こういち）
凜々子の父。竹村豆腐店の2代目店主。
元高校球児で、巨人ファン。
竹村芳子（たけむら よしこ）
凜々子の母。浩一とともに豆腐店を切り盛りしている。
竹村温子（たけむら はるこ）
凜々子の6歳年下の妹。
高校卒業後、竹村豆腐店を継ぐ。
竹村菊江（たけむら きくえ）
凜々子の祖母。

### 凜々子の同期の検事
笹原順子（ささはら じゅんこ）
高知出身でテレビ局に勤務後、30歳になってから検事になった。
のちに、大阪の弁護士事務所でヤメ検弁護士。
柴口朋美（しばぐち ともみ）
凜々子より1歳年上。食いしん坊なところがある。
神蔵守（かんぞう まもる）
凜々子に交際を申し込むが断り続けられている。

### 主人公の周辺人物
小林明日香（こばやし あすか）
小学校5年生の時に、秋田県から転校してきた凜々子の同級生。
当時、新聞をよく読んでいたので物知りで、凜々子が29歳で再会した時は大和新聞の記者。
相原勉（あいはら つとむ）
横浜地検時の凜々子の相方の検察事務官。
横浜の港の見える丘公園近くの洋館の2階に、5歳と3歳の息子・大輔と建太と、沖縄出身で元看護師の2歳年上の妻と住む。
大塚仁志（おおつか ひとし）
東京地検時の凜々子の2歳年上の先輩検事。
榎戸治（えのきど おさむ）
神戸地検尼崎支部時の凜々子の相方の検察事務官。
三上虎子（みかみ とらこ）
神戸地検尼崎支部時に凜々子が30歳で遭遇した時には110番担当の警察官で29歳。
青井文彦（あおい ふみひこ）
尼崎北署の知能犯係の刑事。
富岡琢郎（とみおか たくろう）
通称はトミー。神蔵の友人。
後藤公一（ごとう こういち）
温子の交際相手。伊豆の老舗温泉旅館の御曹司。あだ名は「そら豆」。

## 書籍情報
- 正義のセ
  - 2013年2月28日、角川書店、ISBN 978-4-04-110254-1 / 2016年8月25日、角川文庫、ISBN 978-4-04-101337-3
- 正義のセ 2
  - 2013年3月25日、角川書店、ISBN 978-4-04-110423-1 / 2017年1月25日、角川文庫、ISBN 978-4-04-101633-6
- 正義のセ 3
  - 2013年3月25日、角川書店、ISBN 978-4-04-110443-9 / 2017年4月25日、角川文庫、ISBN 978-4-04-101634-3
- 負けるもんか 正義のセ
  - 2015年7月2日、KADOKAWA、ISBN 978-4-04-102981-7 / 2017年9月23日、角川文庫、ISBN 978-4-04-106045-2

## テレビドラマ
2018年4月11日から6月13日まで毎週水曜日22時 - 23時に、日本テレビ系の「水曜ドラマ」枠で放送された。主演は吉高由里子。
2020年7月23日からは毎週木曜8時にBS日テレで再放送されている。

### キャスト

#### 横浜地検港南支部
竹村凜々子
演 - 吉高由里子（幼少期：剣持桜）
物語開始から港南支部に異動された2年目の検事。以前は大阪に1年間赴任していた。
取り調べの際に感情移入しやすく、その度に相原から注意を受けることが多い。
司法解剖や遺体のある現場が苦手。ドラマ版での設定は牡羊座。毎日、店で作られた豆乳を持って港南支部へ向かう。
相原勉
演 - 安田顕
凜々子の検察事務官。8年間の結婚生活を送っていたが離婚する。元妻と暮らしている娘・美菜をスマホの待ち受け画面にしている。鉄道マニアであり、自称プロレスマニア。
凜々子に何かと振り回されることが多く、そのことを同僚の検察事務官たちにぼやいている。凜々子に忠告する時は、「老婆心ながら」を前置きすることが多い。
大塚仁志
演 - 三浦翔平
凜々子の先輩検事。凜々子に対して厳しく接するが、適切なアドバイスもする。
取り調べは被疑者に合わせて表情を変えているが、普段はめったに表情を変えない。
第5話の殺人と贈収賄事件を凜々子と共同で捜査に携わる。共同捜査後の飲み会で泥酔の凜々子にキスされてから、彼女を意識し始めている。
木村秀樹
演 - 平埜生成
大塚の検察事務官。
榎戸修
演 - 夙川アトム
徳永の検察事務官。
徳永太一
演 - 塚地武雅
大阪出身の検事。既婚で5歳の娘がいる。
梅宮譲
演 - 寺脇康文
検事で支部長。凜々子の上司。

#### 凜々子の家族
竹村浩市
演 - 生瀬勝久
凜々子の父。墨田区本所3丁目にある竹村豆腐屋の3代目店主。昔気質で頑固な職人気質。
竹村芳子
演 - 宮崎美子
凜々子の母。浩市と温子とともに竹村豆腐店を営んでいる。
竹村温子
演 - 広瀬アリス
凜々子の妹。第2話で浩市の後を継ぎ4代目となった。創作豆腐料理に意欲的。

#### その他
中牟田優希
演 - 大野拓朗（第1話 - 第3話・第9話）
凜々子と付き合って4年の恋人。
第3話で仕事に対するひたむきさを見て、凜々子に別れを告げる。
第9話で久しぶりに凜々子と会い、ニューヨークに異動すると報告する。
三上
演 - 伊藤高史（第1話 - 第2話・第5話）
神奈川県警永田警察署の刑事。
後藤公一
演 - 渡部秀（第4話 - 第5話・第7話 - 第8話・第10話）
温子の恋人。駅前のカフェの厨房で働いている。
最終話で温子と結婚することになった際は、駅前のカフェの厨房を辞職し、竹村豆腐屋の見習いとして温子と後を継いだ。

#### ゲスト
●は被害者
★は被疑者又は容疑者
◆は重要参考人

##### 第1話
恩田徹★
演 - 石黒賢
枝野建設部長で向井の上司。意見の対立を巡って向井に対してのパワーハラスメント行為および暴行・傷害事件を起こしても否認を続けるが、凜々子が証拠探しとして記録されたドライブレコーダーが決め手で逮捕・起訴された挙句に懲戒解雇処分を受けた。
向井俊哉●
演 - 浅利陽介
枝野建設社員。恩田から暴行・傷害を受け被害届を提出する。恩田の懲戒解雇処分後には職場復帰をした。
向井美織
演 - 森カンナ
向井の妻。妊娠中である。
田中啓介◆
演 - 六角慎司
枝野建設社員で向井の同僚。恩田と共に社内での不正行為を隠蔽をしている。
交番の警官
演 - 豊本明長（東京03）
凜々子がバッグを窃盗されたときに被害届を受理した警官。
林和志★
演 - 鈴之助
凜々子が港南支部に赴任して最初に取り調べた被疑者。

##### 第2話
町田義之〈52〉●
演 - 大澄賢也
妻・かれんに花瓶で殴られて死亡した。
町田かれん〈48〉★
演 - 財前直見
夫・義之からの暴力被害を守るために殺害したと、正当防衛を主張した。まりあのInstagramに仮名で励まし続けた。
後述のまりあの手紙を読んだ後、夫を殺害したことを認めた。
町田まりあ〈19〉◆
演 - 矢作穂香
義之とかれんの娘。義之のかれんに対するDVに耐えかね、家を飛び出して三浦市の漁協で働く。
母・かれんが仮名を使って自分を励ましてくれたことを知り、事情を聞きに来た凜々子に母宛ての手紙を託した。
片山佑介
演 - 石橋保
就職あっせん事業「よつばスタッフ」職員。かれんにスーパーマーケットのパートを紹介する。

##### 第3話
鈴木正夫〈34〉★
演 - 三浦貴大
七美にIT企業の社長・藤堂という偽名や嘘の情報を使って1,000万円をだまし取る結婚詐欺で被害届を出されて送検されるが、1,000万円をだまし取る容疑を否認し続ける。凜々子がイタリアンレストランで中牟田にプロポーズを受けている最中に、偶然同じ場所に居合わせる。凜々子に尾行されて七美とは別の女性に城之内という偽名を使って花束を渡して騙しているところを目撃され、詐欺を常習していることが明らかにされる。常連のスポーツジムに凜々子たちが捜査し、ロッカーから1,000万円があるのを発見され、それと同封されていた後述の手紙から七美の指紋が検出されたのが決定的証拠となり起訴される。
沢井七美●
演 - 磯山さやか
鈴木から結婚詐欺を受け被害届を提出する。鈴木に結婚資金として1,000万円を渡すが、そのうちの半分は彼女が親から出してもらったものであった。その金を銀行から引き出した際、一緒に自筆の手紙を同封した。
笹原順子
演 - 平田薫（第6話）
凛々子と同期の検事。千葉に配属されている。
凜々子と婚活パーティーに参加し、第6話で友人の結婚パーティーに参加する。
朋美
演 - 滝裕可里（第6話）
凛々子と同期の検事。埼玉に配属されている。
凜々子と婚活パーティーに参加し、第6話で友人の結婚パーティーに参加する。

##### 第4話
佐藤フネ〈71〉◆
演 - 茅島成美
忠徳の妻。動悸もちで難聴。
当初は夫・忠徳が青信号で横断歩道を渡ったと証言し、事故を起こした勝村に対して重い罰を与えるように凜々子に申し出る。実際は、忠徳が青信号の点滅で横断歩道を渡った後、フネ自身が立ち止まっているのを渡らせようと赤信号で引き返し事故になった。
取り調べ中に動悸を起こして凜々子に介抱されてからは態度を改め、後に動悸を起こしたときに背中をさすってくれた勝村の情状酌量を凜々子に手紙で訴える。
勝村弘〈24〉★
演 - 白洲迅
「セントリアルホテル」のレストラン料理人見習。
バイク運転中に朝日が目に入って、横断歩道を渡っていた忠徳に気付かず死亡事故を起こしてしまう。事故現場に花を添え続けるなど深く反省しており、フネから情状酌量を訴えられたことにより、凜々子から罰金刑の略式手続の請求を受ける。
林田
演 - 菊池均也
「セントリアルホテル」のレストラン料理長で勝村の上司。
勝村に無謀なシフトを虐げたことが原因で事故を起こしたと思い込み、反省する。
佐藤忠徳〈76〉●
演 - 久保晶
「煎餅屋さとう」の店主。
横断歩道で勝村が運転するバイクに轢かれ、病院に運ばれた2時間後に死亡した。
近藤将太◆
演 - 前原滉
京浜大学の大学生。相原と同様の鉄道マニア。
事故現場を目撃し、忠徳が赤信号で横断歩道を渡ったと証言する。

##### 第5話
高嶋敦史〈47〉★
演 - 原田龍二
神奈川医科大学医学部の臨床病理学教授。
転落死した香織の爪の間からDNA検出されて身柄送検される。香織の転落死は別れ話によるショックから自殺したもので、転落前の午後8時からスーパー銭湯「義の湯」にいたと供述して殺人を否認していたが、高嶋自身の指紋が付いた「義の湯」入館チケットの印字時間が転落後と分かりアリバイが崩れる。香織ともみ合いの上転落させたことを自供したため、香織に対する殺人容疑と茂木との贈収賄容疑で起訴される。
茂木康彦◆
演 - 木下隆行（TKO）
医療機器メーカー「SEメディカル」の営業部長。関西弁で話す。
高嶋とは仕事上の取引があり、彼との贈収賄で関与している。茂木自身が常連のスーパー銭湯「義の湯」を高嶋のアリバイ工作に使用することを提案する。
三宅香織〈31〉●
演 - 佐藤めぐみ
神奈川医科大学医学部の臨床病理学助手。
神奈川医科大学医学部駐車場で窓からの転落による変死体として発見される。
2年前まで高嶋と不倫していたが、態度を改めて別れを告げた。高嶋が茂木と不正の金のやりとりをしていることを高嶋宛にメールを送り、直後に高嶋と直接会って不正を認めて罪を償うように説得したが聞いてもらえず、彼ともみ合いの上で窓から転落した。
西山美緒◆
演 - 井上依吏子
神奈川医科大学医学部の職員。香織と職場で1番親しかった。
凜々子の取り調べに、香織が2年前に高嶋と別れて彼女から未だに愛人関係で言われるのに困っていることを告げる。
スーパー銭湯店長
演 - 横山祥二
スーパー銭湯「義の湯」店長。
高嶋と茂木の顔に見覚えがなく、他の従業員に聞くように捜査に来た凜々子たちに伝える。
石野雄士
演 - 岡部尚
小川貴弘
演 - BOB
上記2名は共にスーパー銭湯「義の湯」従業員。
高嶋と茂木が一緒に店を出たことを証言する。

##### 第6話
田代美咲
演 - 倉科カナ
凜々子とは大学時代からの親友で弁護士。司法修習修了後、凜々子と正義の味方をともに目指そうと約束し、固い握手をかわした。
友人の結婚パーティーで久しぶりに再会するが、大学時代にはかけていた眼鏡も外していて見違える。
のちに、オレオレ詐欺の被疑者・浅田の弁護をすることになって彼の保釈を求め、取り調べ側の凜々子と対立することになる。神蔵にワインバーに呼び出され凜々子と対面したときも険悪な雰囲気になる。
浅田の無罪の確証を得るため友人である小林に証言を求めに行ったが、オレオレ詐欺の口裏合わせしているのを聞いて、浅田の弁護人にもかかわらず尾行し、小林たちの詐欺の打ち合わせの様子を隠し撮りするが、見つかって危険な目に遭う。のちに凜々子と会い、浅田の起訴後も彼の弁護を続けることを報告して再度固い握手をかわす。
浅田謙人〈21〉★
演 - 岡山天音
徳政大学商学部3年生。相原と同様の鉄道マニアで、部屋には希少な鉄道グッズを置いている。
橋本静江にオレオレ詐欺で200万円の受け子をしているところを、詐欺未遂で現行犯逮捕される。凜々子の取り調べで、オレオレ詐欺と知らずに上司の命令でアルバイトしたと主張し続ける。しかし、逮捕をネット拡散されたことをきっかけにしてオレオレ詐欺仲間の小林たちが慌て始めて、小林の自供により詐欺の中心人物であることと詐欺グループの指示役・小宮山章太郎の存在が明らかにされ、起訴される。
小林拓也
演 - 上杉柊平
浅田と同様の徳政大学商学部3年生。浅田の唯一の友人。
美咲の取り調べで浅田がオレオレ詐欺と知らずにやったことを証言するが、直後に詐欺の口裏合わせを電話でしているところを美咲に見られる。詐欺に加わっている仲間たちと打ち合わせしているのを美咲に録画されたことに激高しスマホを取り上げるが、後からやって来た相原にプロレス技で取り押さえられる。のちに警察で取り調べを受け、浅田が中心となってオレオレ詐欺をしていたことを証言する。
山川
演 - 城築創
徳政大学の大学生。
浅田に雇われて多田の講義を浅田の代わりに出席している。のちに、凜々子に浅田が逮捕されたとネット拡散されていることを電話で伝える。
多田隆夫
演 - 吉家章人
徳政大学で経済学概論を講義している。
高畑道子
演 - 渡辺江里子（阿佐ヶ谷姉妹）
浅田が通っている徳政大学の学生課職員。
小宮山章太郎
演 - 橋本禎之
徳政大学のOB。今回のオレオレ詐欺の中心人物で逮捕状が出される。
橋本静江〈63〉●
演 - 五味多恵子
オレオレ詐欺で200万円を受け渡す約束をしたが、電話を切った直後にオレオレ詐欺注意のチラシを見てすぐに警察に通報する。警察の指示通りにオレオレ詐欺の浅田に200万円を渡そうとして、彼の詐欺未遂の現行犯逮捕に一役を買った。
神蔵守
演 - 笠原秀幸
凛々子と同期の検事。仙台に配属されている。司法修習当初から凜々子に対して一方的に好意を持っている。
友人の結婚パーティーで凜々子に再会する。仙台に戻る前に凜々子をワインバーに呼び出し、サプライズで呼んだ美咲と凜々子が険悪な雰囲気になるも空気が読めない。

##### 第7話
瀬川弥生★
演 - 朝加真由美
「つばき台保育園」の園長。
宏尚のケガは不慮の事故によるものと否認し続け被害届は取り下げられたが、保育園の様子を描いた何枚もの宏尚の絵に、保育士が1人しか描かれていないことに相原が気付いたことがきっかけで、保育園の補助金不正受給疑惑が浮上し、保育士人数を水増しした補助金不正受給が明らかになり起訴される。起訴後の「つばき台保育園」は市が運営を引き継ぐ予定。
小峰雄一
演 - 近藤公園
宏尚の父。1年前に離婚し、シングルファーザーになって宏尚を育てている。
宏尚のケガの経緯を説明する「つばき台保育園」側の話に納得がいかず警察に被害届を提出するものの、宏尚が自分で遊具から転落したと証言したため、園長と水田に謝罪して被害届を取り下げる。
小峰宏尚〈5〉●
演 - 佐藤令旺
園庭の遊具から転落して脳震盪、全身打撲によるケガで4日間入院した「つばき台保育園」の園児。お絵描きが大好き。
高所恐怖症のため、父・雄一は高い遊具から転落するはずはないと思っていたが、遠くから父の迎えに来る姿を見るために勇気を振り絞って遊具に昇っている途中で足を滑らせ転落した。
小峰康江
演 - 井上夏葉
雄一の母で、宏尚の祖母。
水田早希
演 - 益田恵梨菜
「つばき台保育園」の保育士。宏尚がケガをしたときの担当だった。
当初は宏尚がケガをしたときは園長との2人体制で園児たちの面倒を見ていたと証言したが、実際は1人だけで見ていた。凜々子たちの捜査が園長による補助金不正受給疑惑に変わったあと、初めは凜々子たちを避けていたが、再度の聞き込み調査で実際の職員名簿を提出する。
美菜〈6 → 7〉
演 - 高松咲希
相原の娘。再婚した相原の元妻と暮らしている。
7歳の誕生日後に久しぶりに相原と会って、誕生日プレゼントにメイクセットをもらう。

##### 第8話
斎藤茂典〈45〉★
演 - 正名僕蔵
「斎藤プロダクション」の社長で光岡のマネージャー。ひき逃げ事故の翌日に警察に出頭し逮捕される。
警察の取り調べで、翌朝のひき逃げ事故報道を見て、自分が茜をひいてしまったのではと思って出頭したと供述する。
凜々子の取り調べで、光岡を家まで急いで送っている途中で、ガードレールを擦ったかもしれないとあとで確認しようとそのまま走り続けたが、翌日の報道を見て驚いたと供述し、再度の取り調べで、茜をひいたことに気付いて一旦停止し、光岡に迷惑がかかるから逃走したと供述を変える。
岩本が事故直後に駅前で斎藤を目撃した情報と、光岡が車を運転している事故直前の、里穂が撮った写真が決定的証拠となり、光岡の身代わりで出頭したことが判明する。その後の供述で、光岡の気持ちを分かってあげることを出来なかった自分を責め、今までの嘘の供述を謝罪する。
光岡駿太〈30〉◆ → ★
演 - 桐山漣
『電磁戦士プラズマン』に主演してから活躍し続けている「斎藤プロダクション」所属の俳優。本名は池田正。恋人の日菜子の家に向かっている途中でひき逃げ事故を起こす。
当初は参考人として、後部座席で寝ていてひき逃げ事故には気づかなかったと供述し、斎藤の罪を軽くするよう要望する。
その後、凜々子からひき逃げ事件の罪の重さを聞かされたことや、自分の罪を斎藤に着せてまで正義のヒーローのふりをするのに耐え切れなくなり、凜々子にひき逃げ事故を自供した後、警察に出頭する。
伊沢里穂◆
演 - 近藤春菜（ハリセンボン）
光岡が出演していた『電磁戦士プラズマン』ファンの5歳の息子を持つ主婦。
「リポ」のハンドルネームで、ひき逃げ事故直前の時間に光岡が車を運転していたとの目撃情報を投稿し、光岡が車を運転している写真を凜々子に提供する。
横山茜●
演 - 浦まゆ
OL。自転車運転中にひき逃げ事故に巻き込まれ転倒してケガを負う。自ら救急車を呼んで、左足骨折などのケガで全治1か月と診断され入院する。
凜々子に、ひき逃げした車は一旦は停止したがそのまま走り去ったと証言する。
岩本博幸〈26〉◆
演 - 長尾卓也
光岡が出演しているドラマ『インフィニティ・ラヴ』のアシスタントプロデューサー。
ひき逃げ事故を起こした時間に、斎藤が慌てて走って行くのを目撃したと証言する。
三原日菜子
演 - 大見謝葉月
光岡の恋人で女優。光岡とドラマ『インフィニティ・ラヴ』で共演している。

##### 第9話
村井直陽〈47〉★
演 - 東幹久
郷田が中心で使っている痴漢サイトを使う人物。ハンドルネームは「サンドイッチ」。
先月の菜月の痴漢行為で凜々子によって起訴されるが、郷田が真犯人と分かり冤罪となる。実際はあゆみに痴漢行為を行い、彼女のスカートから自身のDNAが検出され起訴される。
坂下あゆみ〈17〉●
演 - 向井地美音（AKB48）
秀麗女子高等学校の生徒。
先月に村井に痴漢にあって、ショックで学校に行かず家に引き返した。その日以来は学校に行けずにいた。考えた末に村井に対する被害届を出す。
坂下美佐代
演 - 峯村リエ
あゆみの母。娘の気持ちを考え、一時あゆみを転校させることを考える。
杉本菜月●
演 - 森高愛
秀麗女子高等学校の生徒。
先月に村井に痴漢にあったと現場で捕まえたが、実際は郷田に痴漢にあっていた。
アオヤマサヤカ
演 - 小牧那凪
秀麗女子高等学校の生徒。
事件当日痴漢には遭っていない。他の生徒の被害情報も聞いていない。
オノユキ
演 - 糸原美波
秀麗女子高等学校の生徒。
事件当日痴漢に遭っていたが、菜月が乗った1番前の車両ではなく、真ん中辺りの車両に乗っていた。
ネモトシオリ
演 - 小山莉奈
秀麗女子高等学校の生徒。
事件当日痴漢には遭っていない。もし、遭っていたらカバンで手をバシッとぶっ叩くと発言。
ワダモエ
演 - 中村守里
秀麗女子高等学校の生徒。
事件当日痴漢に遭っていないが、別の日に痴漢に遭っている。
校長
演 - みやなおこ
秀麗女子高等学校の校長。
生徒への聞き取りは凜々子だけで行うように伝える。
郷田慎伍〈38〉
演 - 河野マサユキ
痴漢サイトの中心的人物。ハンドルネームは「GG」。
別の女性に痴漢行為を行い現行犯逮捕され、さいたま地検に起訴される。余罪追及で先月に菜月に痴漢行為を行ったことを自白し、彼女のスカートから自身のDNAが検出される。

##### 最終話
中条良成
演 - 宅麻伸
民自党衆議院議員。秀成の父。
秀成が高校時に傷害をおこしたのを示談でもみ消した過去を持つ。
刺殺して家に戻ってきた秀成を殴って、正当防衛と主張するように指示する。その後は正当防衛をマスコミにリークして、釈放しなかった検察側にプレッシャーを与える。秀成が自白したことで今までの育て方に責任を感じ、秀成の起訴後に議員を辞職する。
中条秀成〈28〉★
演 - 落合モトキ
中条良成の秘書で息子。
当初は入江に殴られた後に包丁で刺されそうになってもみ合ううちに刺してしまったことで正当防衛を主張したが、実際は入江にナンパを邪魔されたことによって頭に血が上って入江が落とした包丁を持って彼を刺殺した。殴られた痕は、刺殺後に自宅に戻って良成に殴られたことによるもの。入江の最期を言った後に自白し、殺人罪で起訴される。
大石笑子◆
演 - 岡本玲
入江の恋人。料理店「塚田」の従業員。
1年前から入江と付き合い、両親のいない入江の遺体を最初に確認した。
入江大輔〈34〉●
演 - 佐藤祐基
料理店「塚田」の料理人見習。
傷害の犯罪歴があるが、料理店では真面目に仕事をこなす。頭に血が上った秀成に刺殺される。笑子に結婚指輪をあげようとした。
加納勇◆
演 - 飯田基祐
建設会社の経営者。
良成の秘書から嘘の目撃証言をするように頼まれる。
樋口奈央◆
演 - 小松彩夏
秀成にナンパされた女性。
入江が殺された報道を見た後に、ナンパされているところで入江が間に入って助けてもらったことを証言する。
塚田智之◆
演 - 小野了
料理店「塚田」の料理長。
入江が過去に傷害犯罪歴があるのを承知で雇っている。
清江
演 - 青木和代
秀成が通っていた藤ヶ崎高等学校近くのお食事処の店主。
秀成の高校時代の頃を「わがまま」と話す。

### スタッフ
- 脚本 - 松田裕子、松本美弥子、梅田みか、山岡潤平
- 音楽 - 得田真裕
- 主題歌 - 福山雅治「失敗学」（アミューズ/ユニバーサルJ）[注 3][8]
- 検察監修 - 吉開多一
- 警察指導 - 石坂隆昌
- 医療監修 - 高瀬年人
- 看護指導 - 石田喜代美
- 法医学指導 - 岩瀬博太郎
- 豆腐作り指導 - 柳本慶一
- 劇中マスコットデザイン - 小柴直之
- アクション - FCプラン
- プロット協力 - 哥丸由喜子
- 制作協力 - AXON
- チーフプロデューサー - 西憲彦
- プロデュース - 加藤正俊、鈴木香織（AXON）
- 演出 - 南雲聖一、明石広人、岩﨑マリエ
- 制作著作 - 日本テレビ

### 放送日程
| 各話                                                                        | 放送日  | ラテ欄                                                  | 脚本                | 演出       | 視聴率 |
| --------------------------------------------------------------------------- | ------- | ------------------------------------------------------- | ------------------- | ---------- | ------ |
| 第1話                                                                       | 4月11日 | 阿川佐和子原作!! 恋に仕事に真っすぐな新米検事の初事件   | 松田裕子            | 南雲聖一   | 11.0%  |
| 第2話                                                                       | 4月18日 | 阿川佐和子原作お仕事ドラマ 新米検事が初の殺人事件に挑む | 松田裕子 松本美弥子 | 南雲聖一   | 9.9%   |
| 第3話                                                                       | 4月25日 | 対決! 新米検事VS結婚詐欺師 そして突然のプロポーズ!!     | 梅田みか            | 岩﨑マリエ | 10.3%  |
| 第4話                                                                       | 5月02日 | 突然奪われた命…悲しい嘘と新米検事の涙                   | 松本美弥子          | 明石広人   | 9.4%   |
| 第5話                                                                       | 5月09日 | 不倫の末の殺人!? 先輩検事と突然のキス!!                 | 梅田みか            | 南雲聖一   | 9.1%   |
| 第6話                                                                       | 5月16日 | VSオレオレ詐欺!! 親友弁護士登場                         | 梅田みか            | 岩﨑マリエ | 10.5%  |
| 第7話                                                                       | 5月23日 | 保育園で事件発生…親子の絆 涙の取り調べ                  | 山岡潤平            | 明石広人   | 9.0%   |
| 第8話                                                                       | 5月30日 | 深まる謎! ひき逃げ事件に隠された真実!!                  | 梅田みか            | 南雲聖一   | 9.4%   |
| 第9話                                                                       | 6月06日 | 冤罪!? 検事人生の危機と少女が流した涙!!                 | 梅田みか            | 明石広人   | 8.9%   |
| 最終話                                                                      | 6月13日 | 被害者のために! 新米検事最後の事件!!                    | 梅田みか            | 南雲聖一   | 10.0%  |
| 平均視聴率 9.8%（視聴率はビデオリサーチ調べ、関東地区・世帯・リアルタイム） |         |                                                         |                     |            |        |

| 日本テレビ系 水曜ドラマ           | 日本テレビ系 水曜ドラマ              | 日本テレビ系 水曜ドラマ              |
| 前番組                            | 番組名                               | 次番組                               |
| --------------------------------- | ------------------------------------ | ------------------------------------ |
| anone （2018年1月10日 - 3月21日） | 正義のセ （2018年4月11日 - 6月13日） | 高嶺の花 （2018年7月11日 - 9月12日） |